# Pseudosasa owatarii
Pseudosasa owatarii là một loài thực vật có hoa trong họ Hòa thảo. Loài này được (Makino) Makino miêu tả khoa học đầu tiên năm 1920.